# 惡靈古堡3：大滅絕
《生化危机3：灭绝》（英語：Resident Evil: Extinction），2007年科幻動作驚悚電影。本片為2004年電影《惡靈古堡2：啟示錄》的續集，改編自Capcom遊戲系列《生化危機》。由拉塞尔·马尔卡希執導，保罗·W·S·安德森監製，由米拉·乔沃维奇继续主演。從系列遊戲《生化危机：圣女密码》擷取些微情節至電影，也將遊戲的角色及創意加入到電影當中。与許多恐怖喪尸片拍攝自陰暗詭異的地點不同，本片在沙漠中取景。《生化危机3：灭绝》於2007年9月21日在美國、加拿大、墨西哥、台灣上映，香港則於2007年10月4日上映。

## 剧情
「拉昆市核爆案」（病毒泄漏）的三年以後，昔日地球已面目全非，『T病毒』毀滅拉昆市之後在幾個月內橫掃了全球，地球上的大部分靠近沙漠的城市已再度被沙漠吞噬，而森林與河流也全部燒毀和乾涸。地球大部分人口變成感染者，但也有一小部分人口組織起來繼續在地球上生存，而製造病毒的罪魁禍首『保護傘公司』雖然全面崩盤，但公司在地底下建立的核心基地仍然繼續運作，公司面對這場病毒危機也在繼續他們的病毒實驗，而公司卻企圖利用感染者進行馴化，即將創造一個感染者的世界。
艾莉絲，保護傘公司最爲關鍵的實驗對象，在三年前的拉昆市事件後被卡洛斯·奧利維拉等人從『保護傘公司底特律總部』救出，但沒過多久爲了不帶來殺生之禍就與衆人分開，也爲了躲避保護傘的衛星在居住在內華達沙漠的鹽湖城內，途中收到假的求救訊號誤入小木屋，被盜匪軟禁及搜刮全身可用之物，並被要求與之所飼養的殭屍犬進行格鬥。三年後，艾莉絲在T病毒擴散全球後再度逃離，也骑著摩托車進行逃亡。同時，一組由克蕾兒·雷德菲爾與昔日的卡洛斯組成的倖存者車隊也在沙漠裡，在搜索城市時順便尋找食物和水源，包括倖存者。有一部分擁有的組員是拉昆市的倖存者，另一部分則是半路得救的人，電腦專家米克不停利用無線電呼喚倖存者，但艾莉絲卻始終不回應，並在一座加油站裡找到一本關於『阿拉斯加隔離區』的書。
保護傘公司一級科學家亞歷山大·艾薩克爲了得到當初與凱恩少校一起研究的艾莉絲而在保護傘公司隱藏在內華達沙漠地下的『北美總部』花費了三年的精力去尋找，爲了以防萬一而利用以艾莉絲的血液培育的複製體進行測試。但因爲遲遲沒有任何結果而遭到保護傘公司行政主席亞伯·威斯卡的質疑，甚至籌備已久的「感染者馴化計劃」也以失敗告終，於是在惱羞成怒之下發明了另外一個計劃。
克蕾兒等人來到一座廢棄的汽車旅館，而L.J.進去旅館搜索時被一名感染者咬傷，也在最後隱瞞自己的傷勢。衆人在旅館裡住了一晚，卻在第二天遭到被感染的鳥群的猛烈攻擊，幾名留在校車裡進行救援的人全被活活咬死。而卡洛斯爲了幫助一個人而將被火舌吞噬之際，但卻被趕到的艾莉絲所救。艾莉絲開啓了超能力磁場殺死所有的鳥，也因爲使用能力過度而暈倒，但力量卻被艾薩克的衛星接收到。
當艾莉絲醒來後，發現倖存者凱-瑪特坐在自己目前，此時車隊所有人正在爲所有死難者哀悼，卡洛斯也再度與艾莉絲相遇，但艾莉絲卻發現保護傘的衛星已經追蹤到她。艾薩克發現追蹤對象與實體有著百分之六十二的相似度，於是立刻將此事彙報給威斯卡，但威斯卡卻打算要百分之百，也命令艾薩克不准私自行動。
沙漠車隊的衆人得到艾莉絲的阿拉斯加隔離區的情報後無法相信，而克蕾兒也不打算冒險，但卡洛斯爲了提升車隊的士氣而決定接受。隨著衆人的同意後決定前往阿拉斯加，但也在夜晚發現食物和汽油已經耗盡，因此衆人決定在前往阿拉斯加前先到著名的賭城拉斯維加斯拿取補給品。此時艾薩克利用事先錄下的威斯卡的聲音派出保護傘公司的實驗部隊，也在離開基地時將一個貨箱搬離。
第二天，衆人將校車丟下後離開旅館朝拉斯維加斯進發，到達後發現城市已全被沙漠覆蓋，但進入城市後發現前往汽油的路被貨箱擋住，因此決定利用拖行，但艾薩克卻將貨箱打開，將封存在貨箱裡的變種感染者放了出來。雖然艾莉絲、卡洛斯和克蕾兒都盡全力搶救，但大部分倖存者全部被感染者吃掉，其中包括電腦專家米克及狙擊手切爾西，而L.J.也因爲感染時間過久而變成感染者襲擊凱-瑪特，雖然最終被卡洛斯槍殺，但卡洛斯也付出再度被感染的代價（被咬到）。
艾莉絲在殺感染者時被艾薩克利用衛星關閉，但衛星的主機卻因爲艾莉絲的反饋信號而遭到損毀，艾莉絲脫離後立刻跑到艾薩克的藏身處，並將所有的實驗部隊殲滅，而艾薩克在坐直升機逃跑時被一名變種感染者咬到，因此立刻回基地注射解藥，艾莉絲便利用藏身處的電腦查看直升機的路線。艾薩克一回基地立刻注射了銜尾蛇病毒，但北美總部負責人卻爲了以防萬一而將艾薩克開槍打死，未料倒在地上的艾薩克的屍體卻重新站了起來，並在病毒副作用發作的情況下將總部裡的人屠殺殆盡。
幾小時後，艾莉絲等人找到北美總部所在地，卻發現總部已被一大群感染者包圍，被感染的卡洛斯發現自己已無希望，故打算利用自殺式襲擊的方式開一條血路。與衆人分別後，他開著汽油車直接衝向感染者群體，也在翻車時將炸藥點燃，抽完最後一支菸後，伴隨所有感染者一起炸成碎片。艾莉絲等人在炸彈爆炸後直接衝進總部大門，眾人試圖利用保護傘的直升機逃離，但艾莉絲卻選擇留下。她在分開之時將隔離區的書留給凱-瑪特，而克蕾兒與艾莉絲道別後便駕駛直升機將所有人帶離。
艾莉絲在總部外側發現滿坑滿谷自己死去的複製體，在憤怒之下衝進房子裡發現空無一物，此時一輛電梯突然從地底升起，而艾莉絲也抵達位於地底的北美總部內部，但卻意外遇到總部的人工智能「白皇后」（紅后的妹妹）。白皇后告知艾薩克的變異，但也意外地向艾莉絲透漏她的血液是拯救這場病毒危機的關鍵，她可以利用總部裡的實驗器材進行研究，但仍要面對最終的問題：已成為變種生物的艾薩克。
艾莉絲進入總部的底層去殺死艾薩克，但艾莉絲卻意外發現自己的其中一個複製體，複製體也在艾薩克攻擊時掉落。艾莉絲隨後發現自己竟然進入昔日的拉昆市宅邸裡（蜂巢入口），艾薩克也同時利用觸手進行攻擊。艾莉絲即使利用磁場也毫無作用，後被艾薩克打進一條長廊之中。艾薩克進入長廊後對艾莉絲表示：「自己就是未來」，但卻引得艾莉絲冷笑道：「你只不過是又一個混蛋。而且我們兩個將死在這裡。」艾薩克陡然發現自己與艾莉絲正位於當初蜂巢的激光長廊，尚未反應過來時就被激光削成碎片，而在艾莉絲也將被削成碎片之際，清醒的複製體停止了激光。
十小時後，保護傘公司的所有負責人在日本東京地底下的『保護傘公司東京總部』裡討論北美總部失聯的問題，但艾莉絲卻親自打過去表明她一定會去找他們，同時，也會帶上自己的一些朋友。

## 演員
| 演員                             | 角色                                 | 備註 |
| 蜜拉·喬娃維琪 Milla Jovovich     | 艾莉絲 Alice／Janus Prospero         | 保護傘公司蜂巢前任保全主管，艾莉絲計劃的關鍵人物，爲了逃離公司的追捕而逃離至沙漠。在二代拉昆市事件中被強行注射T病毒后，擁有了超能力。 |
| 艾麗·拉特 Ali Larter             | 克萊兒·瑞德菲爾 Claire Redfield      | 倖存者車隊領導人，一心想保障車隊的安全，也一直搜尋幸存者，艾莉絲的新盟友。                                                            |
| 歐迪·費爾 Oded Fehr              | 卡洛斯·奧利維拉 Carlos Olivera       | 二代拉昆市事件中艾莉絲的盟友，現在的倖存者之一。前保護傘公司護衛隊隊長，後来也成爲車隊的副隊長。                                      |
| 迈克·艾普斯 Mike Epps            | L.J.韋恩 L.J. Wayne                  | 二代拉昆市事件中艾莉絲的盟友，現在的倖存者之一。貝蒂的男友，職業賭徒，與卡洛斯·奧利維拉搭檔。                                         |
| 亞香緹 Ashanti                   | 貝蒂 Betty                           | 性格剛烈的年輕女性，負責車隊的後勤醫療。L.J.韋恩的女友                                                                                |
| 克理斯多福·伊根 Christopher Egan | 麥奇 Mikey                           | 車隊的電腦通訊專家，幫助克萊兒搜尋倖存者。                                                                                            |
| 史蘋瑟·洛克 Spencer Locke        | 凱-瑪特 K-Mart                       | 車隊裡的女性成員，名字來自她被克萊兒發現時所在地是某個K商場。                                                                         |
| 林登·艾許比 Linden Ashby         | 契斯 Chase                           | 車隊裡的男性成員，外型酷似牛仔，負責車隊的石油車，擅長使用L85自動步槍。                                                               |
| 傑森·歐瑪拉 Jason O'Mara         | 亞伯·威斯卡 Albert Wesker            | 保護傘公司行政主席，東京總部負責人，也是指揮各國保護傘公司的總指揮官兼任各國保護傘公司護衛隊的最高總指揮。                            |
| 馬修·馬斯登 Matthew Marsden      | 史萊特隊長 Captain Slater            | 隸屬威斯卡的副指揮官，常常以顧全大局為主。                                                                                            |
| 伊恩·格雷 Iain Glen              | 亞歷山大·艾薩克 Dr. Alexander Isaacs | 保護傘公司一級科學家，艾莉絲計劃的創始人之一，爲了得到愛麗絲不擇手段。                                                                |
| 瑪德琳·卡洛兒 Madeline Carroll   | 白皇后 The White Queen               | 人工智能，紅皇后的妹妹。 |

## 票房
| 上一届： 《強復者》 | 美国2007年全美週末票房冠軍 · 9月12日 | 下一届： 《超級盃奶爸》 |